# Малий Жолудськ
Мали́й Жолу́дськ — село в Рафалівській селищній громаді Вараського району Рівненської області України. Населення становить 894 особи у 2001 роцi.

## Історія
У 1906 році село Рафалівської волості Луцького повіту Волинської губернії. Відстань від повітового міста 84 верст, від волості 18. Дворів 58, мешканців 384.

## Населення
За переписом населення 2001 року в селі мешкало 890 осіб.

### Мова
Розподіл населення за рідною мовою за даними перепису 2001 року:
| Мова            | Кількість | Відсоток |
| --------------- | --------- | -------- |
| українська      | 886       | 99.11%   |
| російська       | 6         | 0.67%    |
| інші/не вказали | 2         | 0.22%    |
| Усього          | 894       | 100%     |